# Pterodactylus
Pterodactylus (von altgriechisch πτερόν pterón „Flügel“ und δάκτυλος dáktylos „Finger“; wörtlich „Flügelfinger“) ist eine Gattung kleiner Kurzschwanzflugsaurier (Pterodactyloidea) aus dem Oberjura. Fossilien fand man bei Weymouth in England, in den Steinbrüchen von Solnhofen und Mörnsheim in Bayern sowie in Tendaguru in Tansania. Wahrscheinlich lebte Pterodactylus an See- und Flussufern und ernährte sich von kleinen Fischen sowie anderen kleinen Tieren.

## Merkmale

Größenvergleich mit einem modernen Menschen

Er hatte eine Flügelspannweite von 50 bis 75 Zentimetern. In Solnhofen fand man auch ein Jungtier mit einer Rumpflänge von 2 Zentimetern und einer Flügelspannweite von 18 Zentimetern. Der Schädel war schlank, langgestreckt und ohne Knochenkamm. Das Schädelfenster für die Nasenöffnung war gleich groß wie die Orbita (Augenhöhle) oder länger. Das Quadratbein befand sich in horizontaler bis wenig geneigter Position. Auf jeder Seite des Oberkiefers befanden sich drei bis vier Zähne auf dem Prämaxillare und 10 bis 35 auf dem Maxillare. Nur das vordere Drittel bis die vordere Hälfte der Kiefer waren bezahnt.

## Arten
Von den vielen beschriebenen Arten ist aktuell nur noch die Typusart Pterodactylus antiquus gültig. Andere Arten wie P. micronyx und P. longicollum werden mittlerweile anderen Pterosauriergattungen zugeordnet.

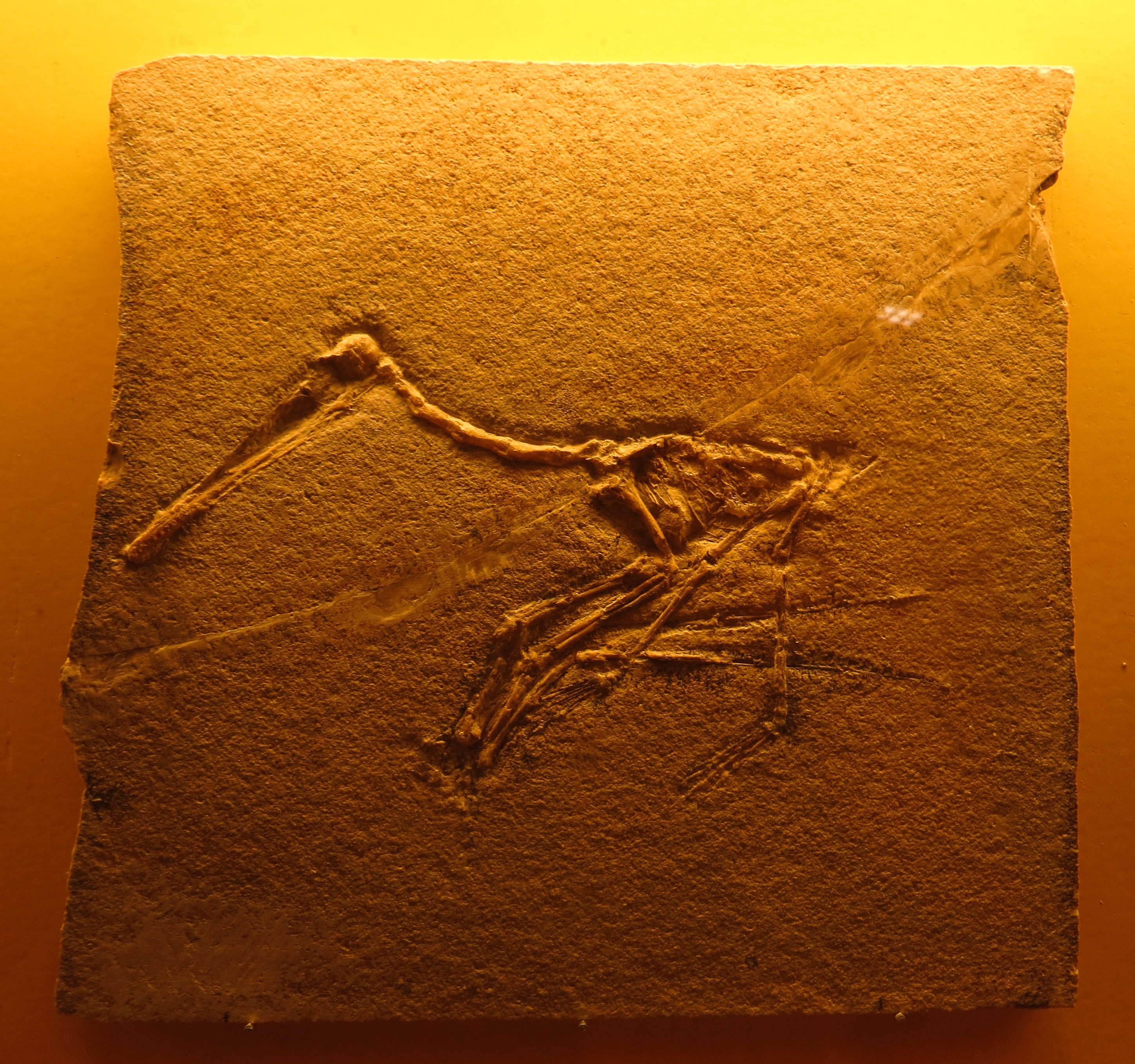
Pterodactylus antiquus – Bürgermeister-Müller-Museum
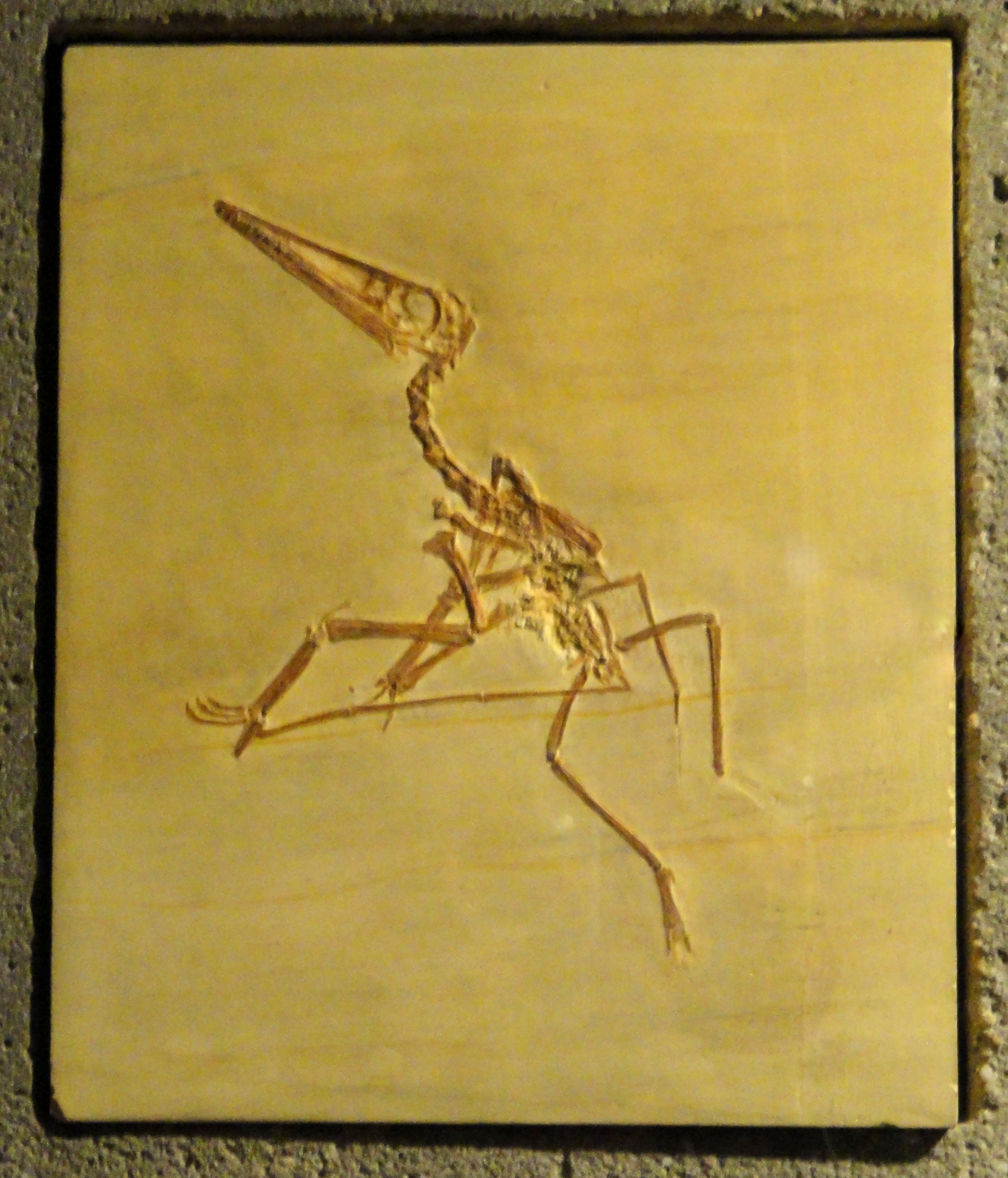
Pterodactylus antiquus – Naturmuseum Senckenberg
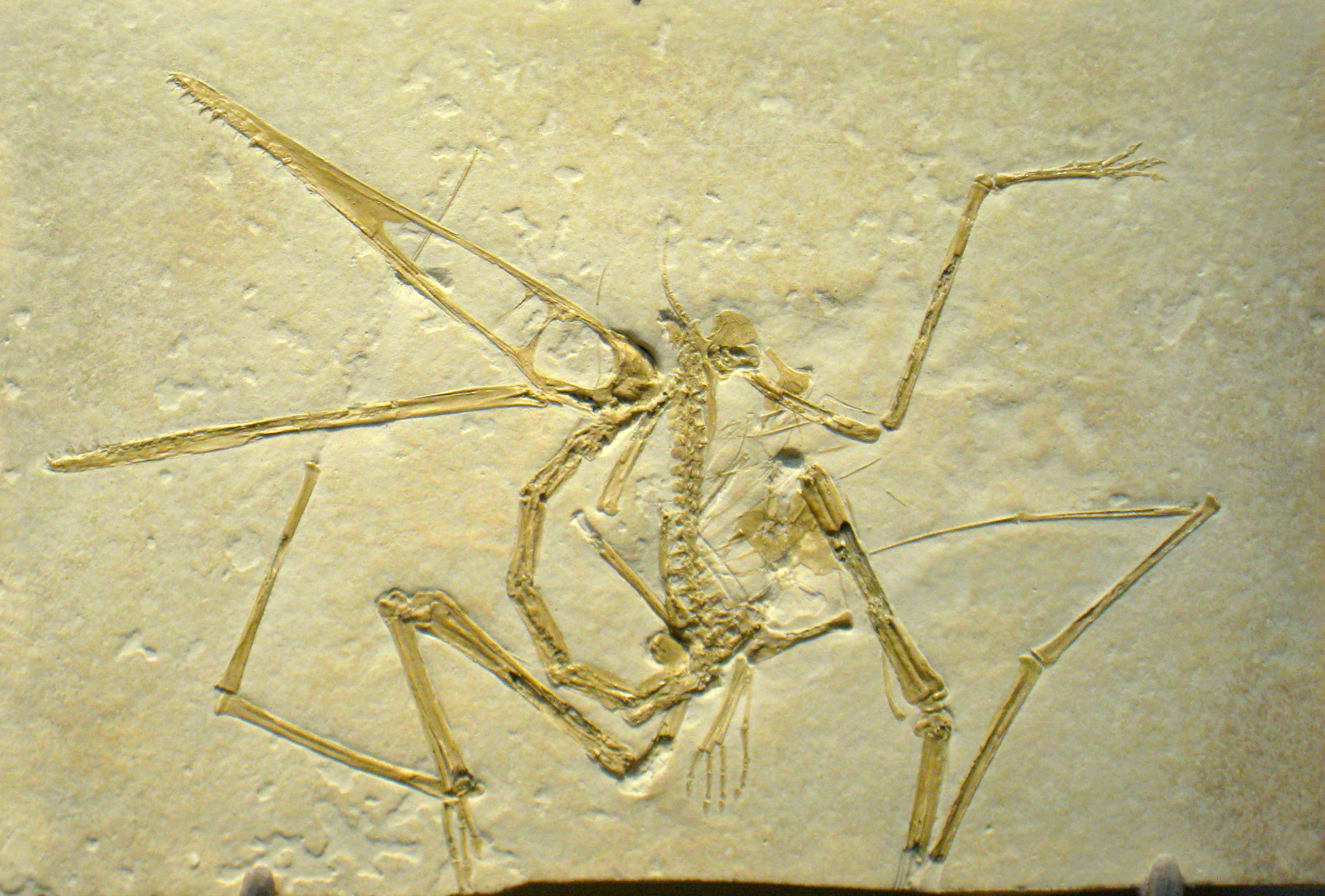
Pterodactylus antiquus – Carnegie Museum of Natural History